# Distretto di Haicheng
Il distretto di Haicheng (海城区S, Hǎichéng QūP) è un distretto della Cina, situato nella regione autonoma di Guangxi e amministrato dalla prefettura di Beihai.